# 馬里烏波爾車站
馬里烏波爾（羅馬化：Mariupol）是烏克蘭東部頓內次克州馬里烏波爾的主要鐵路車站，啟用於1882年。車站於二戰期間損毀，後於1946年重建。1970年代初期，車站再度進行了重建，1974年，一座現代化的建築投入使用。

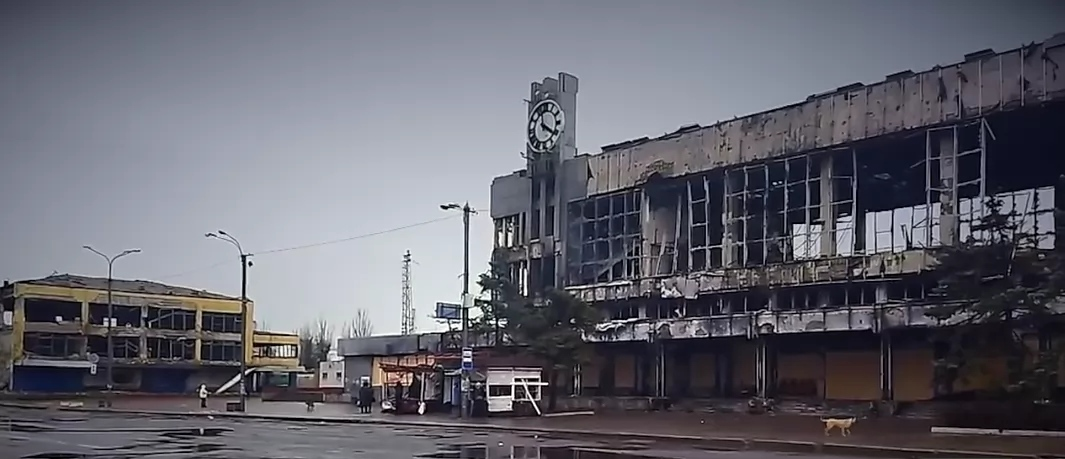
於戰爭中被毀壞的車站（2022年）

2022年烏俄戰爭期間，該站的大部分建物在馬里烏波爾圍城戰中被摧毀。2024年7月，俄媒稱位於佔領區車站已於重建後重新開放。